# Aneesa Ahmed
Aneesa Ahmed är en maldivisk aktivist för kvinnors rättigheter.
Hon studerade som Humphrey Fellow vid Pennsylvania State University från 1985 till 1986. Hon tjänstgjorde senare som biträdande minister för kvinnofrågor i Maldiverna, där hon tog upp frågan om våld i hemmet, även om det var tabu att göra det. Efter att ha tjänstgjort i regeringen, grundade hon NGO "hopp för kvinnor" och ledde sessioner om könsrelaterat våld med polis, studenter och andra. När den nationella radion i Maldiverna började att presentera religiösa forskare som hävdade att kvinnlig könsstympning stöddes av islam, bad hon regeringen att ingripa, och talade offentligt om den skada som orsakas av kvinnlig könsstympning.
2012 mottog hon International Women of Courage Award  och blev den andra maldiviska kvinnan som mottog denna utmärkelse.